# Andeomastax
Andeomastax är ett släkte av insekter. Andeomastax ingår i familjen Eumastacidae.
Kladogram enligt Catalogue of Life:
| Andeomastax | \| \| Andeomastax fibulifer \| \| \| \| \| \| Andeomastax uncinulifer \| \| \| \| |
|             | \| \| Andeomastax fibulifer \| \| \| \| \| \| Andeomastax uncinulifer \| \| \| \| |
|             | Andeomastax fibulifer                                                             |
|             |                                                                                   |
|             | Andeomastax uncinulifer                                                           |
|             |                                                                                   |